# Бургграф

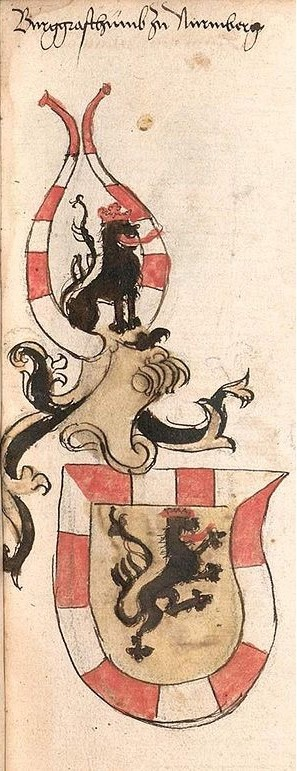
Бургграфство в Нюрнберге.

Бу́ргграф (нем. Burggraf) — светский имперский чин, имевший голос в имперском сейме, начальник города, должностное лицо, назначавшееся королём (или епископом — сеньором города) в средневековых городах (первоначально в бургах) на территории Священной Римской империи. 

## История
С развитием королевской власти, на территории Западной Европы, короли, а позже и императоры, на место прежних выборных «народных князей» или вождей стали возводить (назначать) надёжных и преданных им людей, должностных лиц королевства и империи, для выполнения функций местной администрации под названием графы, добавляя к названию должности и название места, где они исполняли свои обязанности, например маркграф, ландграф, пфальцграф и так далее, так и появились на германских землях начальники королевских или императорских замков (бургов) — бургграфы ((burgravius)).
Бургграфы обладали административной, военной и судебной властью в замке (бурге), и местности (округе)  вокруг него. Когда округи замков мало-помалу разрослись в города, власть многих бургграфов усилилась, и они стали называться штадтграфами. Бурграф занимал положение, равное графу. При этом он мог быть рейхсграфом (подчиняться непосредственно императору) или быть подданным другого властителя (феодала).
Со временем бургграфы стали наследственными правителями, владевшими определённым доменом. Так, например, в домен бургграфов Нюрнбергских входили обширные части Франконии, позднее составившие княжества Байрейтское и Ансбахское.
Чиновник, исполнявший судебно-полицейские поручения у бургграфа — Бургфохт, или же сам бургграф. Название бургграфа часто являлось также и почётным титулом. Позже появилась и должность Обер-бургграфа, например Обер-бургграф Чешского королевства.